# Иоанн Маврокордат
Иоанн Маврокордат (молд. и рум. Иоан Маврокордат; 23 июля 1684 — 23 ноября 1719) — господарь Молдавского княжества в 1711 году, господарь Валахии в 1716—1719 годах. Фанариот. Младший сын великого драгомана и турецкого дипломата князя Александра Маврокордата (1636—1709).

## История
Родился в Константинополе (Стамбуле). В 1710—1717 годах Иоанн Маврокордат занимал должность Великого драгомана Османской империи. Был временным правителем (каймакамом) Молдавского княжества с 26 сентября по 8 ноября 1711 года.
Занимал должности Великого драгомана, господаря Валахии и Молдавии, младший брат Николая Маврокордата.